# Kontiolampi
Kontiolampi är en sjö i Finland. Den ligger i kommunen Pyhäntä i landskapet Norra Österbotten, i den centrala delen av landet, 400 km norr om huvudstaden Helsingfors. Kontiolampi ligger 134 meter över havet. Arean är 15,3 hektar och strandlinjen är 1,68 kilometer lång. Sjön  ingår i Siikajokis huvudavrinningsområde.   I omgivningarna runt Kontiolampi växer i huvudsak blandskog.